# Мигаль, Тарас Степанович
Тарас Степанович Мигаль (19 июля 1920, с. Русов, Снятинский повят, Станиславовское воеводство — 13 августа 1982, Львов) — украинский советский писатель, публицист.

## Биография

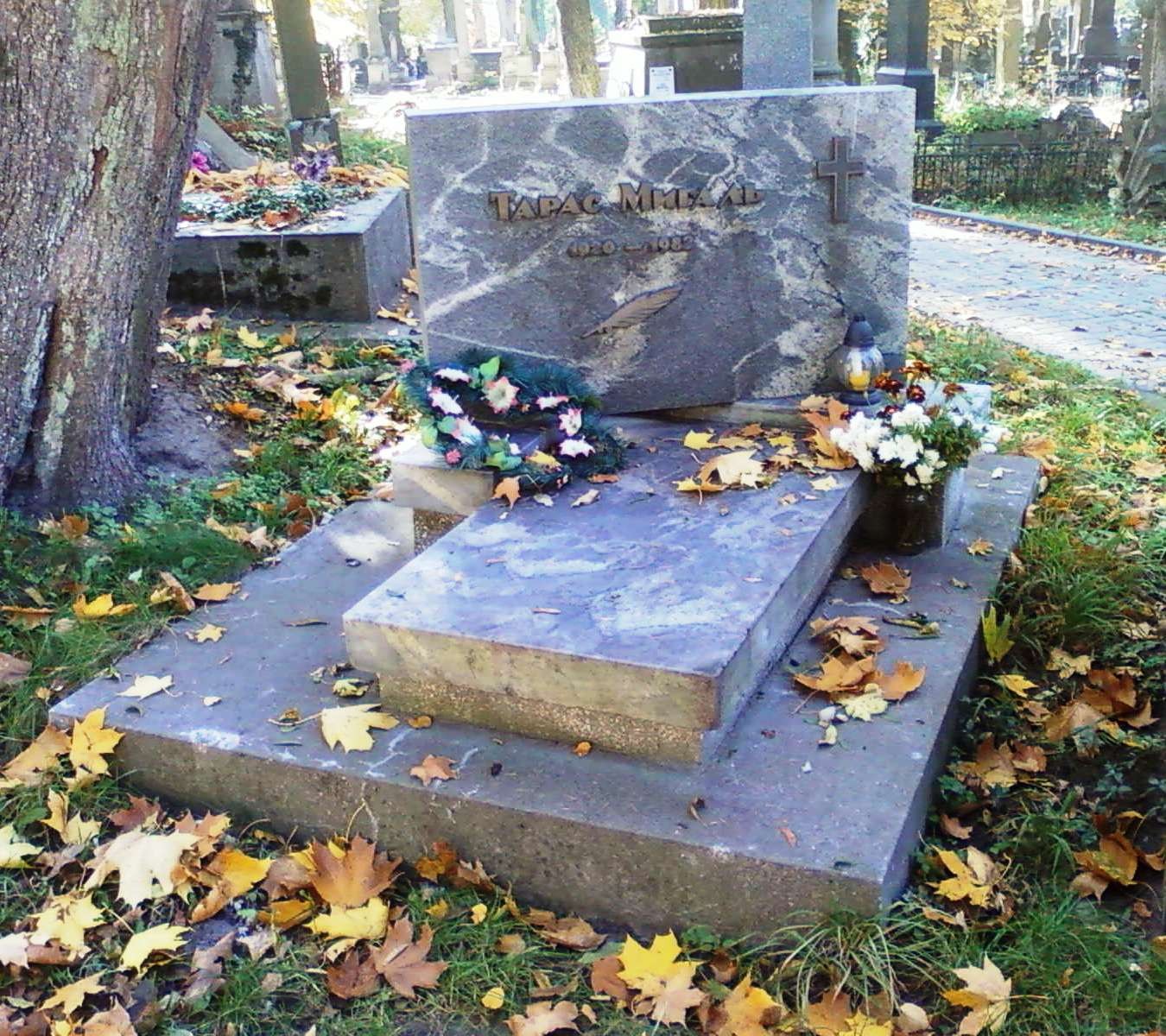
Могила Тараса Мигаля на Лычаковском кладбище (Львов)

Родился в семье сельского учителя. Брат — Роман Мигаль, военный и политик, член ОУН и один из осуждённых на Варшавском и Львовском судебных процессах.
После окончания гимназии в г. Коломыя, в 1939 году поступил во Львовский медицинский институт.
Тогда же начинает пробовать свои силы в журналистике и литературе. В годы оккупации писал драматургические произведения, который ставились на сцене в популярном театре «Весёлый Львов», начинает писать прозу.
После окончания войны в мае 1945 года был арестован и до ноября находился в фильтрационном лагере.
С 1946 — на журналистской работе в газете на польском языке «Красное знамя». В 1949 году вновь арестован, осуждён и в течение 6 лет находился в лагерях и ссылке.
После возвращения, работал в редакциях львовских газет, впоследствии на посту корреспондента газеты «Литературная Украина», а затем до конца жизни — заведующим отделом журнала «Жовтень».
Умер во Львове в апреле 1982 года и похоронен на Лычаковском кладбище.

## Творчество
Основная тема произведений — борьба с украинским буржуазным национализмом, ужасы гитлеровской оккупации.
Автор сборников рассказов, очерков, памфлетов, фельетонов, эссе, в том числе:
- На быстрине (1960),
- Встреча лета (1963),
- Белый гуцул (1964),
- Живым и мёртвым (1967),
- Из-под позорного столба (1974),
- Страх перед правдой: (Об украинских буржуазных националистах),
- На распутьях многолюдных (1982)

Автор цикла романов под общим названием «Огонь и чад»:
- «Шинок „Селёдка на цепи“» (1966),
- «Фабрика самолётов „Деревянная подошва“» (1970),
- «Пробудившийся город» (1976),
- «Последний пароль» (1979) и др.

## Награды
- Республиканская премия имени Ярослава Галана, 1975.